# Robin White
Robin White (San Diego, 10 dicembre 1963) è un'ex tennista statunitense.

## Carriera
In carriera ha vinto 2 titoli in singolare e 13 titoli di doppio. Nei tornei del Grande Slam ha ottenuto il suo miglior risultato conquistando il titolo di doppio agli US Open nel 1988, in coppia con Gigi Fernández, e il titolo di doppio misto sempre agli US Open nel 1989, in coppia con Shelby Cannon.

## Statistiche

### Singolare

#### Vittorie (2)
| Numero | Anno | Torneo                                  | Superficie | Avversaria in finale | Punteggio     |
| 1.     | 1985 | Virginia Slims of Pennsylvania, Hershey | Cemento    | Anne Minter          | 6–7, 6–2, 6–2 |
| 2.     | 1992 | ASB Classic, Auckland                   | Cemento    | Andrea Strnadová     | 2–6, 6–4, 6–3 |

### Doppio

#### Vittorie (13)
| Numero | Anno | Torneo                                      | Superficie | Compagna           | Avversarie in finale               | Punteggio     |
| 1.     | 1985 | Virginia Slims of Denver, Denver            | Sintetico  | Mary Lou Daniels   | Leslie Allen Sharon Walsh          | 1–6, 6–4 7–5  |
| 2.     | 1985 | Maybelline Classic, Fort Lauderdale         | Cemento    | Gigi Fernández     | Rosalyn Fairbank Beverly Mould     | 6–2, 7–5      |
| 3.     | 1987 | Northern California Open, Aptos             | Cemento    | Kathy Jordan       | Lea Antonoplis Barbara Gerken      | 6–1, 6–0      |
| 4.     | 1987 | Toray Pan Pacific Open, Tokyo               | Sintetico  | Anne White         | Katerina Maleeva Manuela Maleeva   | 6-1, 6-2      |
| 5.     | 1987 | Virginia Slims of Arkansas, Little Rock     | Cemento    | Mary Lou Daniels   | Lea Antonoplis Barbara Gerken      | 6-2, 6-4      |
| 6.     | 1988 | Japan Open Tennis Championships, Tokyo      | Cemento    | Gigi Fernández     | Lea Antonoplis Barbara Gerken      | 6–1, 6–4      |
| 7.     | 1988 | US Open, New York                           | Cemento    | Gigi Fernández     | Patty Fendick Jill Hetherington    | 6–4, 6–1      |
| 8.     | 1989 | Canada Open, Toronto                        | Cemento    | Gigi Fernández     | Martina Navrátilová Larisa Neiland | 6-1, 7-5      |
| 9.     | 1989 | World Doubles Championships, Tokyo          | Sintetico  | Gigi Fernández     | Elizabeth Smylie Wendy Turnbull    | 6–2, 6–2      |
| 10.    | 1989 | Porsche Tennis Grand Prix, Filderstadt      | Sintetico  | Gigi Fernández     | Elna Reinach Raffaella Reggi       | 6–4, 7–6      |
| 11.    | 1990 | Nichirei International Championships, Tokyo | Sintetico  | Mary Joe Fernández | Gigi Fernández Martina Navrátilová | 4–6, 6–3, 7–6 |
| 12.    | 1990 | Moscow Ladies Open, Mosca                   | Sintetico  | Gretchen Magers    | Elena Brjuchovec Svetlana Černeva  | 6–2, 6–4      |
| 13.    | 1992 | Nichirei International Championships, Tokyo | Cemento    | Mary Joe Fernández | Yayuk Basuki Nana Miyagi           | 6–4, 6–4      |

### Doppio misto

#### Vittorie (1)
| Numero | Anno | Torneo            | Superficie | Compagno      | Avversari in finale         | Punteggio     |
| 1.     | 1989 | US Open, New York | Cemento    | Shelby Cannon | Meredith McGrath Rick Leach | 3–6, 6–2, 7–5 |